# Programme New Millennium

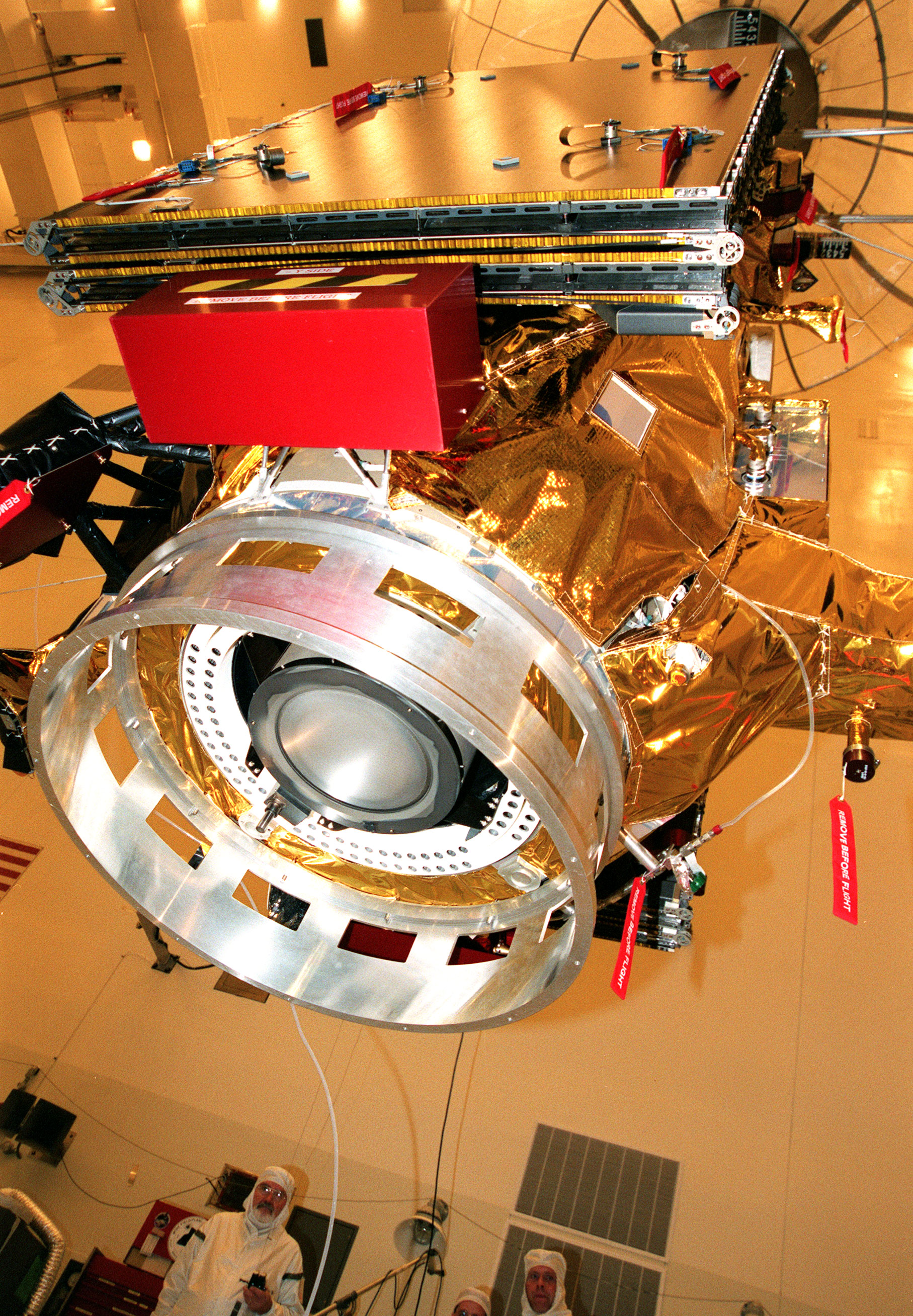
Deep Space 1 est la mission la plus connue du programme New Millennium.

Le programme New Millennium regroupe des missions de la NASA destinées à valider dans l'espace, à l'aide de satellites expérimentaux, l'utilisation de nouvelles technologies avant leur déploiement sur des missions. Le programme est mis en place en 1995 pour répondre à la fois aux besoins des missions scientifiques et d'observation de la Terre. La gestion du programme est confiée au centre JPL de la NASA. La mission de ce programme la plus connue est Deep Space 1 qui est la première sonde interplanétaire à utiliser un moteur ionique en tant que système de propulsion principal. Le programme n'est plus actif depuis 2007.

## Historique
Le Programme New Millennium (NMP) s'inscrit dans la nouvelle stratégie d'exploration du système solaire de la NASA mise en place par son administrateur Daniel Goldin, consistant à développer des missions moins coûteuses, mais  plus nombreuses que par le passé (faster, cheaper, better). Jusque là les nouvelles technologies spatiales sont testées sur les missions opérationnelles en profitant de leurs budgets très importants  comme le recours aux mémoires flash durant la mission Cassini. Cette option n'est plus envisageable dans le cadre des nouvelles missions, qui imposent pour limiter les coûts, d'utiliser des technologies parfaitement rodées. Pourtant ces nouvelles missions nécessitent la mise au point de nouvelles technologies spatiales  permettant la miniaturisation et la réduction des coûts. Pour gérer ce besoin Charles Elachi, directeur du centre JPL, propose à Goldin, un nouveau programme  rassemblant des missions développées dans l'esprit du faster, cheaper, better et dédiées à la qualification de ces nouvelles  techniques avant leur déploiement sur des missions plus opérationnelles. Parmi ces technologies figurent notamment la propulsion ionique. La gestion du programme est confiée au centre Jet Propulsion Laboratory de la NASA. Les objectifs principaux de ces missions sont donc d'abord d'ordre technique, les retombées scientifiques étant un objectif secondaire. En juillet 1995 le Congrès américain donne son accord pour le lancement du Programme New Millennium.
Le programme est mis en place en 1995 conjointement par la direction chargée des missions scientifiques (Office of Space Science) et celle responsable des missions d'observation de la Terre (Office of Earth Science). Sa gestion est confiée au Jet Propulsion Laboratory. La première mission du programme est Deep Space 1 qui doit qualifier la propulsion ionique jamais testée dans l'espace dans des conditions opérationnelles en tant que système de propulsion principal.

## Missions ayant volés

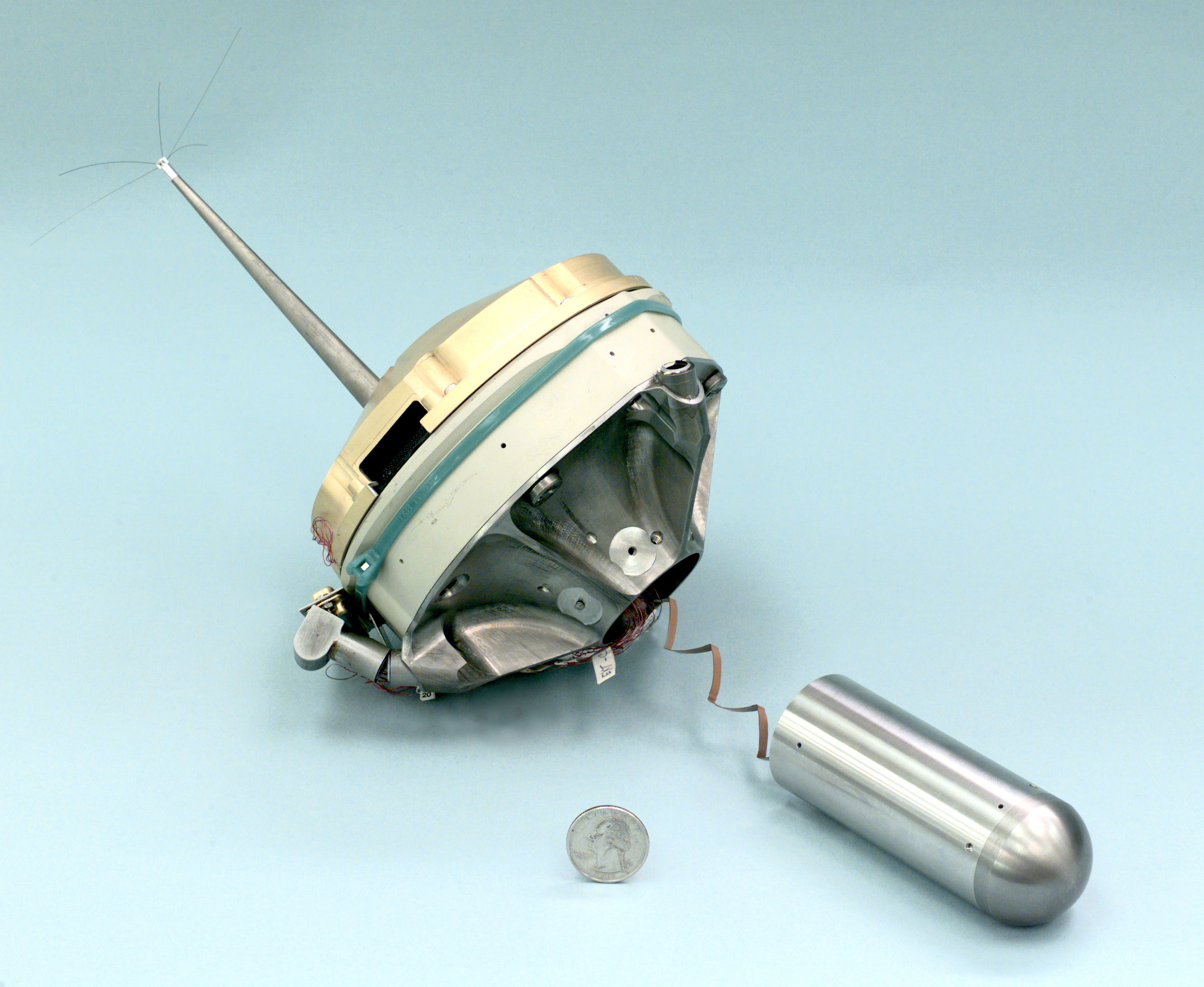
L'impacteur Deep Space 2.

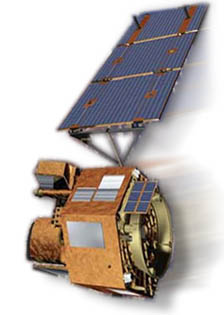
Le satellite Earth Orbiting-1.

- Deep Space 1 – sonde spatiale destinée à tester l'utilisation d'un moteur ionique en tant que propulsion principale qui permet de multiplier par 10 le delta-V obtenu avec une quantité de carburant donnée. La sonde emporte 9 autres équipements novateurs à titre expérimental. La mission lancée en 1998 et achevée en 2001 est un succès et à déboucher sur la réalisation de plusieurs missions de la NASA dont Dawn[2].
- Deep Space 2 – deux exemplaires d'un prototypes d'impacteur de 3,6 kg transportés par la sonde Mars Polar Lander et destinés à s'enfoncer dans le sol martien avant de transmettre quelques données scientifiques. La mission lancée en 1999 échoue lors de l'approche de Mars peut-être du fait de la sonde porteuse ou d'un composant défaillant de l'impacteur[3].
- Earth Observing-1 (EO-1) – ce satellite de 570 kg est destiné à tester trois nouveaux instruments destinés à être embarqués à bord des futurs satellites d'observation de la Terre ainsi que des équipements  et logiciels. Les technologies testées comprennent notamment un spectromètre imageur plus performant, d'une antenne réseau à commande de phase, un réseau de fibres optiques, un nouveau type de moteur électrique. La mission qui débute en 2000 et a une durée initiale d'une année est un succès et est prolongée à plusieurs reprises[4],[5]. La NASA y met fin le 31 mars 2017[6].
- Space Technology 5 – trois microsatellites scientifiques (étude du champ magnétique terrestre de la magnétosphère) naviguant en formation, destinés à tester la miniaturisation des composants, la navigation et le traitement d'événements, en coopération et de manière autonome. La mission lancée en 2006 s'achève un an plus tard[7].
- Space Technology 6 – regroupe deux nouvelles technologies[8] :
  - un système de détermination d'orientation miniaturisé  (Inertial Stellar Compass combinant un gyroscope miniaturisé à base de microsystème électromécanique et un viseur d'étoiles pour obtenir un instrument compact, simplifié, léger et consommant peu. L'équipement est embarqué sur le satellite EO-1[9].
  - Un logiciel baptisé Autonomous Sciencecraft Experiment capable de valider, reprogrammer et sélectionner les données scientifiques recueillies à bord d'un satellite. Le logiciel est testé dans le cadre de la mission EO-1[10].

## Missions annulées
- Deep Space 3 / Space Technology 3 (StarLight) – interféromètre spatial.
- Deep Space 4 / Space Technology 4 (Champollion) – cette mission doit se placer en orbite autour la comète Tempel 1 avant de ramener un échantillon du sol sur Terre en 2010. Annulée en 1999[11].
- Earth Observing 2 – (annulée en 1998).
- Earth Observing 3 (GIFTS) – Imageur spectroscopie par transformation de Fourier dont le lancement est planifié en 2005[12].
- Space Technology 7 – système de réduction des perturbations liées à l'observation des ondes gravitationnelles. Doit être embarqué à bord du satellite expérimental LISA Pathfinder[13].
- Space Technology 8[14] regroupe quatre nouvelles technologies : utilisation de microprocesseurs du commerce avec durcissement à base de contrôles logiciels, panneaux solaires ultralégers et déployables, système de mât déployable pouvant servir de support aux futures voiles solaires de grande dimension, circuit de contrôle thermique miniaturisé. Le satellite de 175 kg qui doit embarquer ces quatre équipements expérimentaux avec un lancement planifié pour 2009 doit être développé par Orbital Sciences[15],[16].
- Space Technology 9 mise au point des technologies associées à la voile solaire[17].